# Újcservenka
Újcservenka (szerbül: Nova Crvenka, Нова Црвенка) falu Szerbiában, a Vajdaságban, a Nyugat-bácskai körzetben, Kúla községben.

## Demográfiai változások
| 1948 | 1953 | 1961 | 1971 | 1981 | 1991 | 2002 |
| ---- | ---- | ---- | ---- | ---- | ---- | ---- |
| 515  | 461  | 592  | 419  | 453  | 508  | 524  |